# Commanderie de Combremont
Gombermont
La commanderie de Combremont, du nom d'un hameau se situant sur la commune d'Ergny dans le département du Pas-de-Calais, était une commanderie hospitalière dont l'origine remonte à un commanderie templière au XIIIe siècle.

## Localisation
La ferme de Combremont se trouve au nord de cette commune à proximité du village de Campagne-lès-Boulonnais à environ 22 km au nord-est de Montreuil et 26 km au sud-ouest de Saint-Omer. Les chartes en latin relatives à cette commanderie mentionnant le toponyme de « Gombermont ».

## Historique
Les Templiers se sont installés à « Gombermont » dès le début du XIIIe siècle.
A la suppression de l'ordre du Temple, les biens de la commanderie de Combremont ont été réunis à ceux de la commanderie de Loison et attribués à l'ordre de Saint-Jean de Jérusalem.

Ruinée par les guerres du XIVe siècle, elle n'est mentionnée que pour mémoire au Livre-Vert de 1373. 
La commanderie est rétablie au cours du XVe siècle et réunie à celle de Loison en 1479. Emery d'Amboise, alors titulaire de Loison, fit reconstruire la chapelle.
En 1640, la maison et la chapelle furent incendiées. Une ferme fut alors rebâtie sur leur emplacement et était encore louée en 1783.

## Commandeurs templiers
| Nom du commandeur | Dates |
| Jehan d'Epaingni  | 1279  |

## Commandeurs hospitaliers
| Nom du commandeur      | Dates |
| Philippe Leclerc       | 1362  |
| Jehan de Hesdin        | 1386  |
| Robert de Franquelance | 1468  |

## Possessions
- 300 journaux de terre et 40 journaux de bois (les bois de Buissuire et Laincourt).
- L'abbaye de Ruisseauville partageait la dîme perçue dans la ville d'Ergny avec les templiers.

## Sources
- Charles-Jean-Melchior de Vogüé, Revue de l'Orient latin, vol. VII., Paris, Ernest Leroux, 1899 (réimpr. 1964) (ISSN 2017-716X, lire en ligne)
- Commission départementale des monuments historiques, Dictionnaire historique et archéologique du département du Pas-de-Calais, t. III, Sueur-Charruey, 1875, p. 284, lire en ligne sur Gallica
- Eugène Mannier, Ordre de Malte : Les commanderies du grand-prieuré de France d'après les documents inédits conservés aux Archives nationales à Paris, Aubry & Dumoulin, 1872, 808 p. (présentation en ligne), p. 666-667